# بسارجان
بسارجان، روستایی در دهستان هفت خان بخش بانش شهرستان بیضا در استان فارس ایران است.

## جمعیت
بر پایه سرشماری عمومی نفوس و مسکن در سال ۱۳۹۵، جمعیت این روستا برابر با ۳۷۵ نفر (۱۰۲ خانوار) بوده است.